# Ходкевич, Дмитрий Иванович
Дми́трий Ива́нович Ходке́вич (1865—1941) — герой Первой мировой войны, командир кубанских пластунских частей, участник Белого движения на Юге России, генерал-майор.

## Биография
Православный. Из потомственных дворян Черниговской губернии. Сын полковника Ивана Матвеевича Ходкевича. Внук капитана лейб-гвардии Преображенского полка Матвея Лаврентьевича Ходкевича.
Окончил Орловский Бахтина кадетский корпус (1882) и Павловское военное училище (1884), откуда выпущен был подпоручиком в 74-й пехотный Севастопольский полк. Произведен в поручики 30 августа 1888 года. 15 июля 1889 года вышел в запас армейской пехоты по Терской области. 4 мая 1890 года определен на службу в 4-й Кубанский пеший пластунский батальон с переименованием в сотники. В 1895 году был зачислен в войсковое сословие Кубанского казачьего войска по станице Ставропольской.
30 марта 1896 года назначен помощником начальника войсковой мастерской Кубанского казачьего войска, а 6 мая 1900 года произведен в подъесаулы. 26 мая 1904 года назначен исправляющим должность начальника Екатеринодарской военно-ремесленной школы, а затем утвержден в должности. Произведен в есаулы 21 декабря 1906 года «за отличие по службе». 20 февраля 1909 года назначен членом совета, управляющим хозяйственной частью Кубанского Мариинского женского института, а 26 февраля 1910 года произведен в войсковые старшины «за отличие по службе». В 1911—1913 годах исправлял должность екатеринодарского полицеймейстера. Затем был переведен в 7-й Кубанский пластунский батальон. 18 августа 1914 года назначен старшим помощником атамана Кавказского отдела Кубанской области.
С началом Первой мировой войны, 17 ноября 1914 года переведен в 10-й Кубанский пластунский батальон. 5 мая 1915 года назначен командующим тем же батальоном. Удостоен ордена Св. Георгия 4-й степени
За то, что 25 августа 1915 года, временно командуя 6-м Кубанским пластунским Его Величества батальоном и получив от начальника 1-й Кубанской пластунской бригады приказание опрокинуть противника, занявшего высоты 264 и 286 впереди д. Выгода, и этим восстановить положение на фланге нашего боевого участка, лихо повел в атаку три сотни батальона, стремительным ударом сбил австрийцев, бывших втрое сильнее его и ворвался за ними в дер. Выгода, захватив 3 пулемета, обозных лошадей и более двух рот пленных при офицерах. Этим молодецким ударом было спасено положение отряда и не только д. Шугарка осталась в наших руках, но и прежняя позиция боевого участка.
2 октября 1915 года назначен командующим 6-м Кубанским пластунским батальоном, а 17 декабря того же года произведен в полковники «за отличия в делах против неприятеля», с утверждением в должности. На 1 января 1917 года — в том же чине и должности.
В Гражданскую войну участвовал в Белом движении в составе Добровольческой армии и ВСЮР. С 15 ноября 1918 года назначен начальником 3-й Кубанской пластунской бригады, а 26 декабря того же года произведен в генерал-майоры. С октября 1919 года был зачислен в резерв чинов при штабе Кавказской армии, с 1 марта 1920 года состоял в распоряжении Кубанского войскового атамана.
В эмиграции в Югославии. Умер в 1941 году в Белграде. Похоронен на Новом кладбище.

## Награды
- Орден Святого Станислава 3-й ст. (1897)
- Орден Святой Анны 3-й ст. (1905)
- Орден Святого Станислава 2-й ст. (1912)
- мечи и бант к ордену Св. Станислава 3-й ст. (1915)
- Орден Святого Владимира 4-й ст. с мечами и бантом (ВП 7.07.1915)
- Орден Святого Георгия 4-й ст. (ВП 6.09.1915)
- Орден Святой Анны 2-й ст. с мечами (ВП 31.12.1915)
- мечи и бант к ордену Св. Анны 3-й ст. (ВП 18.10.1916)
- Орден Святого Владимира 3-й ст. с мечами (ВП 21.12.1916)
- старшинство в чине полковника с 30 сентября 1913 года (ВП 19.10.1916)